# Ana Paula da Silva
Ana Paula da Silva (Florianópolis, 27 de abril de 1975), é uma política brasileira filiada ao Podemos (PODE).

## Biografia
Foi prefeita de Bombinhas por dois mandatos (2013-2016/2017-2018), sendo reeleita com 72,93% dos votos em 2016. Nas eleições de 7 de outubro de 2018, foi eleita deputada estadual de Santa Catarina para a 19.ª legislatura, pelo Partido Democrático Trabalhista (PDT), com 51.739 votos, conquistando a quinta maior votação entre os 40 deputados eleitos.
Compareceu à posse como deputada com um vestido vermelho decotado, causando reações nas redes sociais. Declarou: "A participação da mulher na sociedade é tão minúscula que um simples decote pode ficar enorme. Mas eu vou continuar a usar o que gosto, não pretendo violentar-me para agradar ninguém". Atribuiu as ofensas às graves lacunas da educação no Brasil, que fazem as crianças crescerem aprendendo noções equivocadas do papel e da postura da mulher no mundo.